# 더 노비스
더 노비스(THE NOVICE)는 미국에서 제작된 로렌 하다웨이 감독의 2021년 드라마 영화이다.
2021년 6월 13일 제20회 트라이베카 영화제에서 전 세계 초연되었으며 3개의 상을 수상했다. 2021년 12월 17일에 주문형 비디오와 극장에서 동시에 개봉하였다.

## 출연
- 이저벨 퍼먼
- 에이미 포사이스
- 조너선 체리
- 케이트 드러먼드